# Bruno Dumont
Bruno Dumont (Bailleul (Norte), Francia, 14 de marzo de 1958) es un director de cine francés.

## Carrera cinematográfica
Los largometrajes de Dumont están siempre en el límite entre el drama realista y la vanguardia. Sus películas han ganado varios premios en el Festival de Cine de Cannes. Humanité (1999) y Flandres (2006) han conseguido el Gran Premio del Jurado de Cannes. Su película Hadewijch (2009) ganó el Premio Internacional de la Crítica (Premio FIPRESCI) en el mismo año 2009.
Dumont tiene un sustrato de la filosofía griega y la filosofía alemana. Sus películas a menudo muestran la fealdad de la violencia extrema y la provocación del comportamiento sexual de sus personajes. Dumont se considera un artista visual, utiliza normalmente tomas largas, primeros planos de los cuerpos de las personas e historias con desarrollo de emociones extremas. Dumont no escribe guiones tradicionales para sus películas. En su lugar, escribe novelas completas, que son entonces la base para su realización.
Para Dumont algunos de sus cineastas favoritos son Stanley Kubrick, Ingmar Bergman, Pier Paolo Pasolini, Roberto Rossellini y Abbas Kiarostami. Es considerado como un heredero artístico de Robert Bresson.
Las polémicas películas de Dumont se sitúan en el considerado nuevo cine francés du corps, que abarcaría películas contemporáneas de Claire Denis, Marina de Van, Gaspar Noé, Bertrand Diane y Francois Ozon, entre otros. De acuerdo con Tim Palmer, esta trayectoria incluye un enfoque de los estados de la corporalidad en sí mismos, independientemente de la exposición narrativa o la psicología del carácter. En un sentido más peyorativo, James Quandt denomina a este grupo de cineastas como el Nuevo Cine Extremo Francés.
Su película de 2011 Hors Satan (Fuera de Satán - Outside Satan) se estrenó en la sección Una cierta mirada en el Festival de Cannes de 2011. Su película de 2013 Camille Claudel 1915 se estrenó en la edición 63.ª del Festival Internacional de Cine de Berlín.
En 2013, rueda una miniserie de 4 episodios de 52 minutos titulada P'tit Quinquin para la cadena de televisión franco-alemana Arte. La serie es seleccionada para la Quinzaine des réalisateurs del festival de Cannes 2014. Arte financió también su proyecto siguiente, Ma Loute, una comedia policíaca que se presentó en la selección oficial del festival de Cannes 2016 a la vez que se estrenó en cines.
La continuación de P'tit Quinquin, Coincoin et les Z'inhumains, una serie de 4 episodios, fue emitida en septiembre de 2018 por el canal Arte.
En 2019 estrenó Jeanne, adaptación de las partes 2 y 3 de la obra teatral Jeanne d'Arc (1897) de Charles Péguy, cuya primera parte ya había adaptado en su película Jeannette, la infancia de Juana de Arco, estrenada en 2017. La película no fue bien acogida por el público pero fue galardonada con la mención especial del jurado de la sección Un certain regard del festival de Cannes de 2019 y el premio Louis Delluc 2019.

## Filmografía

### Largometrajes
- 1997: La vie de Jésus
- 1999: Humanité
- 2003: Twentynine Palms
- 2006: Flandres
- 2009: Hadewijch
- 2011: Hors Satan (Fuera de Satán / Outside Satan)
- 2013: Camille Claudel 1915[15]
- 2016: La alta sociedad (Ma Loute)
- 2017: Jeannette, la infancia de Juana de Arco
- 2019: Jeanne
- 2021: France

### Cortometrajes
- 1993: Paris
- 1994: Marie et Freddy

## Premios y distinciones
Festival Internacional de Cine de Cannes
| Año  | Categoría                                       | Película        | Resultado |
| ---- | ----------------------------------------------- | --------------- | --------- |
| 1997 | Cámara de Oro Mención especial                  | La Vie de Jésus | Ganador   |
| 1999 | Gran Premio del Jurado                          | L'humanité      | Ganador   |
| 2006 | Gran Premio del Jurado                          | Flandres        | Ganador   |
| 2019 | Premio especial del jurado de Un Certain Regard | Juana de Arco   | Ganador   |